# Зґлінна-Мала
Зґлінна-Мала (пол. Zglinna Mała) — село в Польщі, у гміні Новий Кавенчин Скерневицького повіту Лодзинського воєводства.
Населення — 77 осіб (2011).
У 1975-1998 роках село належало до Скерневицького воєводства.

## Демографія
Демографічна структура станом на 31 березня 2011 року:
|          | Загалом | Допрацездатний вік | Працездатний вік | Постпрацездатний вік |
| -------- | ------- | ------------------ | ---------------- | -------------------- |
| Чоловіки | 44      | 11                 | 29               | 4                    |
| Жінки    | 33      | 4                  | 18               | 11                   |
| Разом    | 77      | 15                 | 47               | 15                   |